# 台中金剛
台中金剛（タイヂョン ジンガン、たいちゅうこんごう）は、台湾の台湾職業棒球大聯盟に所属していたプロ野球チーム。中華職棒の米迪亜ティー・レックスの前身の一つだった。

## 歴史
- 1996年12月1日 - 球団設立
- 2003年1月 - 嘉南勇士と合併、那魯湾太陽となる。

### チーム名及びスポンサーの変遷
- 1997年：台中金剛 - スポンサーなし
- 1998年：台中中繊金剛 - スポンサーは中国人造繊維
- 1999年：台中金剛 - スポンサーなし
- 2000年－2001年：台中媚登峰金剛 - スポンサーは媚婷峰美容
- 2002年：台中宏碁金剛 - スポンサーは宏碁（エイサー）

## チーム成績・記録
- リーグ優勝：2回 （2001年、2002年）
- 年間王者：3回 （1999年、2001年、2002年）

## 本拠地
- 新竹市立中正棒球場、行政院体育委員会台中棒球場

## 歴代監督
- 楊清瓏（1997年 - 1998年途中）※
- 蔡栄宗（1998年途中 - 2000年）※
- 呉復連（2001年 - 2002年）

※　1998年は楊清瓏が27試合、蔡栄宗が58試合監督を務めた他、蔡景峰が6試合、趙士強が17試合代理監督を務めた。

## 日本のプロ野球との関係
日本の球団に在籍したことのある主な選手・コーチ
コーチ
- 芦沢真矢

　選手
- 許銘傑
- 伊藤隆偉
- 江坂政明
- 武藤幸司（NPB経験なし）
- 酒井弘樹
- 小早川幸二
- ホセ・ヌーニェス（王漢）

## その他在籍していた選手・コーチ
選手
- 陽森
- 謝佳賢
- 許竹見
- ジョーイ・ドーリー（達利、入団に至らず）